# 平田彰
平田 彰（ひらた あきら、1934年（昭和9年） - 2007年（平成19年)）4月）は、日本の工学者。早稲田大学理工学部元教授 早稲田大学名誉教授。

## 略歴
- 1963年 - 早稲田大学理工学研究科 応用化学専攻博士課程修了、工学博士
- 1963年 - 早稲田大学理工学部助手
- 1966年 - 早稲田大学理工学部専任講師
- 1968年 - 同助教授
- 1973年 - 同教授
- 2007年 - 没

## 委員歴
- 化学工学会 庶務理事 副会長 1983-1987 1997-1998
- 石油学会 理事、会計理事、副会長 1985 －1990 1997-1999

## 来歴・人物
1934年生まれ。
1958年に早稲田大学理工学部応用化学科を卒業後、引き続き大学院修士課程、博士課程に進学。1963年に早稲田大学理工学部の助手として採用されて以来、早稲田大学において化学工学の研究に従事する。特に、気体・液体・固体が接触する際のメカニズムに関する研究を専門とした。また、宇宙開発事業団との共同研究ではNASAスペースシャトルにおける微小重力実験の研究代表者として、宇宙でしか実現できない微小重力場の単結晶精製の研究を行った。これらの成果により、微小重力科学という新たな学問分野の確立に貢献した。晩年は環境問題に取り組み、微生物による排水処理システムの構築やゼロエミッション型社会の創造に関する研究を積極的に行なった。1996年には常田聡が専任講師として早稲田大学理工学部に着任し、平田・常田研究室として9年間研究室を共同で主宰し、2005年3月に退官するまで400名を超す卒業生を社会に送りだした。それらの功績をたたえられ、2005年6月に早稲田大学から名誉教授を贈呈された。また退職に際して、多額の寄付を行い、理工学研究科修士課程から理工学研究科博士後期課程 に進学を志す学生を対象とした平田彰奨学金を設立した。